# Лицейский Благородный пансион
Лицейский Благородный пансион — образовательное учреждение для устроения «в нем рассадника собственно для Царскосельского лицея».

## История
При приёме воспитанников в Императорский Царскосельский лицей обнаружился различный уровень знаний учеников, принятых в один класс. Чтобы разрешить эту проблему, возникла идея создать при Лицее особое приготовительное учебное заведение. Уже в июле 1812 года министр народного просвещения граф А. К. Разумовский предоставил императору Александру I доклад об учреждении в Царском Селе «Благородного пансиона Императорского Царскосельского Лицея». Но только в следующем году состоялась покупка и постройка домов для пансиона, путь к которым от Лицея лежал через Екатерининский парк.
Пансион был открыт 27 января 1814 года. В нём было три класса (по три учебных года каждый) по возрасту воспитанников: младший (возраст учащихся от 8 до 10 лет), средний и старший. В старших классах пансион готовил для поступления в Лицей: через каждые три года лучшие воспитанники из 2-го и 3-го классов переходили в Лицей, остальные же — продолжали обучение в пансионе. В 1818 году в пансионе было уже 6 классов. В 1817 году состоялся первый перевод воспитанников пансиона в Лицей; в 1819 году состоялся первый выпуск в гражданскую и военную службу.
Спустя некоторое время после открытия, окончившие старший класс пансиона стали пользоваться одинаковыми правами с лицейскими при поступлении в военную службу, однако для гражданской службы они получали при высших баллах только X класс. В отличие от Лицея обучение в пансионе было платным. Директором пансиона назначался один из лицейских профессоров, учителями были лицейские преподаватели, учебный план и предметы в Лицее и Пансионе практически были одинаковы. Воспитанники Лицея и пансиона постоянно поддерживали между собой дружеские отношения.
Первым директором желал стать профессор Н. Ф. Кошанский, но графом Разумовским был выбран Фридрих Леопольд Август Гауеншильд; инспектором был Ф. Е. Нуммерс. Из первых преподавателей пансиона известны: В. М. Архангельский (учитель и репетитор математики и физики; и временно — логики и географии); П. Е. Георгиевский (гувернёр, учитель и репетитор русского и латинского языков); Б. И. Вильм (гувернёр и учитель немецкого языка).
15 января 1829 года оба учебных заведения посетил император Николай I, оставшийся недовольным состоянием пансиона. Он отметил, «что цель этих двух учреждений начинают терять из виду. Первоначально они были предназначены — первое для приготовления учеников ко второму, а это последнее — для приготовления молодых людей в государственную службу…»; 23 февраля 1829 года было объявлено Высочайшее повеление — состоящий при Императорском Лицее Благородный пансион упразднить. Из 275 учеников пансиона — 131 был переведён в Лицей; из окончивших в нём курс в гражданскую службу поступило — 66 и в военную — 78 человек.
В 1869 году вышла в свет книга «Благородный пансион Императорского Царскосельского Лицея. 1815—1829» без указания автора. Один из первых историков Лицея, Я. К. Грот, назвал имя автора — Николай Сергеевич Голицын, окончивший пансион в 1825 году с серебряной медалью.